# Dziadki (obwód witebski)
Dziadki (biał. Дзядкі; ros. Дедки) – wieś na Białorusi, w obwodzie witebskim, w rejonie dokszyckim, w sielsowiecie Sitce.

## Historia
W czasach zaborów wieś leżała w gminie Sitce, w powiecie wilejskim w guberni wileńskiej Imperium Rosyjskiego.
W dwudziestoleciu międzywojennym wieś leżała w Polsce, w województwie wileńskim, w powiecie duniłowickim, od 1926 w powiecie dziśnieńskim, w gminie Porpliszcze.
Według Powszechnego Spisu Ludności z 1921 roku zamieszkiwało tu 385 osób, 70 było wyznania rzymskokatolickiego, 307 prawosławnego a 8 mojżeszowego. Jednocześnie 45 mieszkańców zadeklarowało polską przynależność narodową, 339 białoruską a 1 inną. Było tu 70 budynków mieszkalnych. W 1931 w 69 domach zamieszkiwało 390 osób.
Wierni należeli do parafii rzymskokatolickiej Parafianowie i prawosławnej w m. Sitce Wielkie. Miejscowość podlegała pod Sąd Grodzki w Dokszycach i Okręgowy w Wilnie; właściwy urząd pocztowy mieścił się w Porpliszczach.
Po agresji ZSRR na Polskę w 1939 roku wieś znalazła się w granicach BSRR. W latach 1941–1944 była pod okupacją niemiecką. Następnie leżała w BSRR. Do 1958 wieś była w składzie sielsowietu Porpliszcze. Od 1991 roku w Republice Białorusi.